# Grande Prémio Liberty Seguros
Der Grande Prémio Liberty Seguros (kurz: GP Liberty Seguros) ist ein portugiesisches Straßenradrennen.
Das Etappenrennen wurde im Jahr 2009 erstmals ausgetragen. Es ist Teil der UCI Europe Tour und ist dort in der UCI-Kategorie 2.2 eingestuft.

## Sieger
- 2016  August Jensen
- 2015  Ruben Guerreiro
- 2014  Rafael Silva
- 2013  Delio Fernández
- 2012  Ricardo Mestre
- 2011  Sérgio Ribeiro
- 2010  Santiago Perez
- 2009  Daniel Silva